# Luhačovice
Luhačovice (/ˈlʊɦat͡ʃɔvɪt͡sɛ/ ; en allemand : Bad Luhatschowitz) est une ville et une station thermale du district de Zlín, dans la région de Zlín, en Tchéquie. Sa population s'élevait à 5 029 habitants en 2025.

## Géographie
La ville est située dans l'est de la région historique de Moravie, entourée par des Carpates blanches. La région marque la transition entre la Valaquie morave au nord et la Slovaquie morave au sud.
Luhačovice se trouve à 16 km au sud-est de Zlín, à 85 km à l'est de Brno et à 264 km au sud-est de Prague.

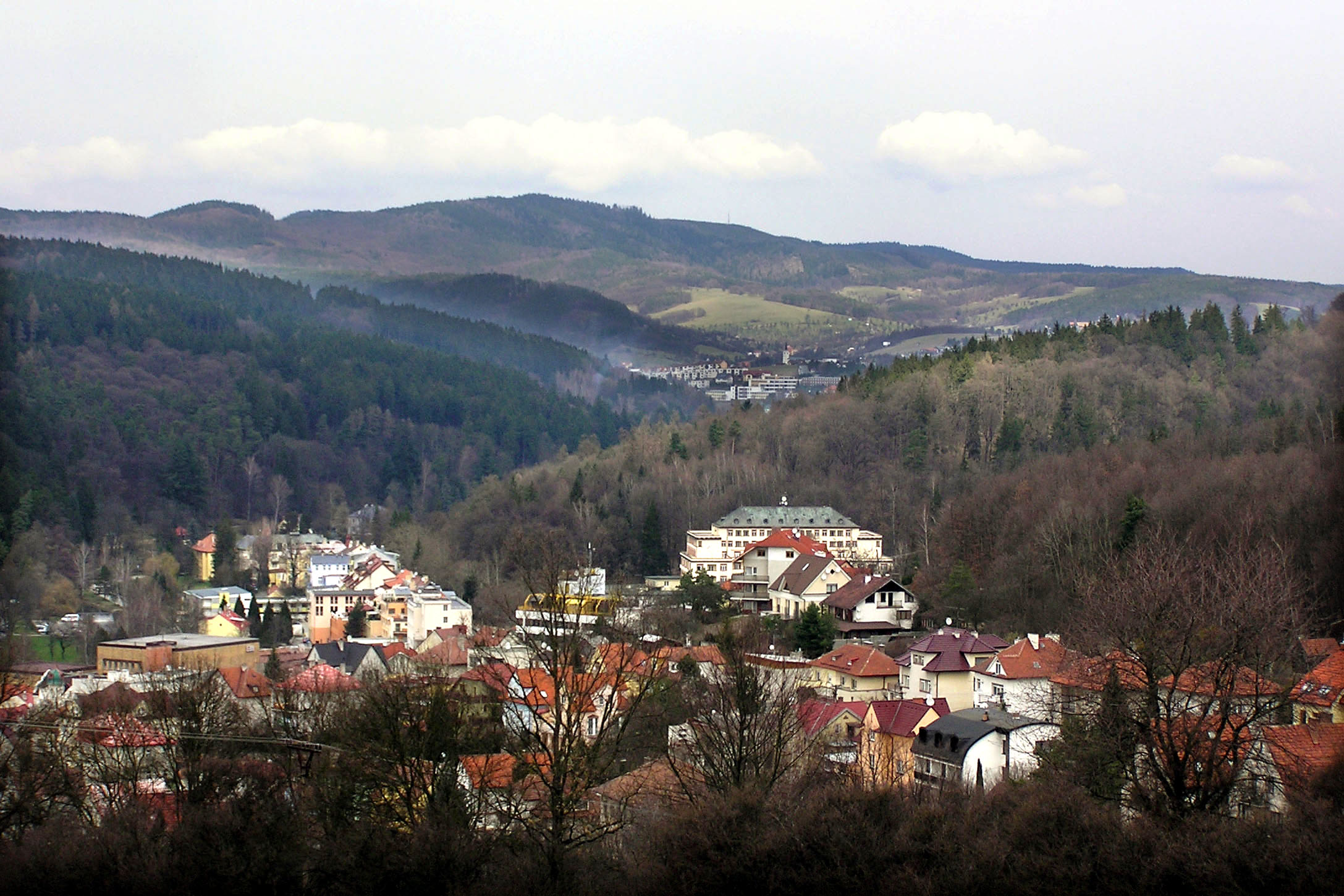
Vue sur la ville.

## Histoire
La première mention écrite du village appartenant au margraviat de Moravie date de 1412. À partir de 1629, sous le règne de la monarchie de Habsbourg, les domaines appartenaient à la noble famille Serényi. 
Profitant de la présence d'une source minérale découverte en 1669, les propriétaires y firent construire des bains dès l'an 1790. Les établissements de cure ont connu un grand essor au début du XIXe siècle. Après la création d'une société anonyme en 1902, Luhačovice devint un bain thérapeutique réputé dans toute la monarchie austro-hongroise.
Le statut de ville lui a été accordé le 3 juin 1936 sous le nom allemand de Bad Luhatschowitz. Après la Seconde Guerre mondiale, les bains sont passés sous contrôle étatique ; lors du Coup de Prague en 1948, ils ont été nationalisés par le Parti communiste tchécoslovaque.
Le château et le domaine rural de Luhačovice ont été restitués en 2016 et sont la propriété de la famille Thienen-Adlerflycht.

## Administration
La commune est composée de quatre sectionss :
- Kladná Žilín
- Luhačovice

Deux sections constituent des exclaves, qui ne sont pas connectées à la partie principale de la commune :
- Polichno au sud-ouest, séparé par la commune de Biskupice
- Řetechov au nord, séparé par les communes de Ludkovice et Pozlovice

## Jumelages
- Ustroń (Pologne)
- Piešťany (Slovaquie)
- Topoľčany (Slovaquie)

## Transports
Par la route, Luhačovice se trouve à 12 km de Slavičín, à 22 km de Zlín, à 102 km de Brno et à 308 km de Prague.